# Bayerpost
Le bâtiment de l'ancienne Bayer Post à Munich, dans le quartier de Ludwigsvorstadt, a été construit à la fin du XIXe siècle comme un bureau de poste représentatif à la gare centrale de Munich. Il a été reconverti en hôtel.

## Histoire
Le bâtiment, de style de la Haute Renaissance italienne, a été construit de 1896 à 1900 selon un projet de l'architecte Wilhelm Fischer. De part et d'autre de l'avant-corps central orné de quatre colonnes doriques avec le portail au sud, se trouvent sept axes à fenêtres en plein cintre, auxquels se raccordent deux avant-corps latéraux à l'est et à l'ouest. Les façades ouest, sud et est ont un parement de granit et de grès léger, le côté nord a été réalisé avec du plâtre. Les plafonds étaient faits de blocs creux italiens, voûtés entre des poutres en fer. Le bâtiment de la poste de la gare principale était le principal point de collecte du courrier entrant et sortant à Munich.
En 2004, le bâtiment a été éventré derrière sa façade classée et transformé en hôtel cinq étoiles. A la place de l'aile nord, un nouveau bâtiment a été construit, qui abrite environ la moitié des chambres et suites, et dont les étages supérieurs offrent une vue sur les Alpes.

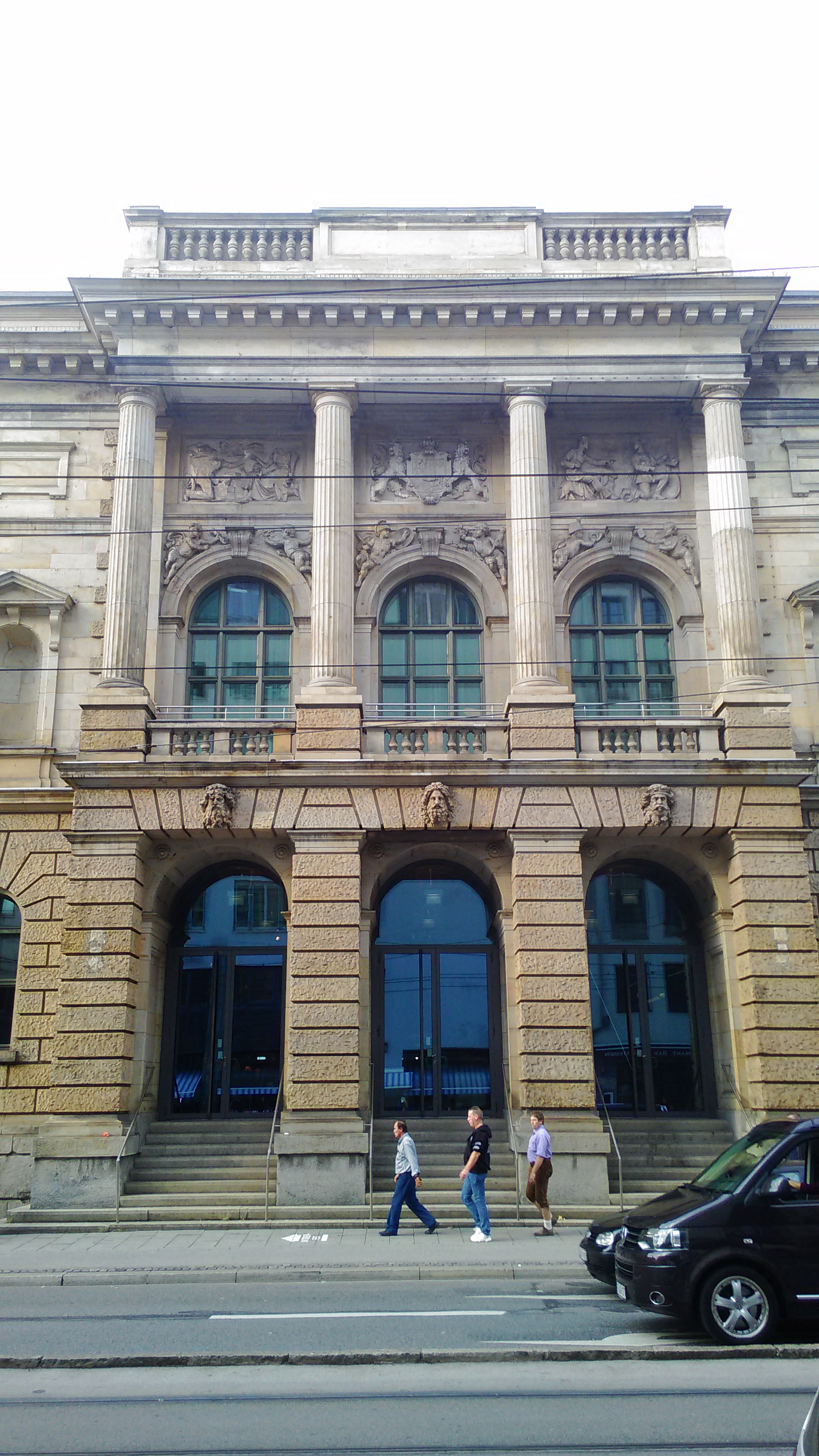
Entrée de l'hôtel Sofitel
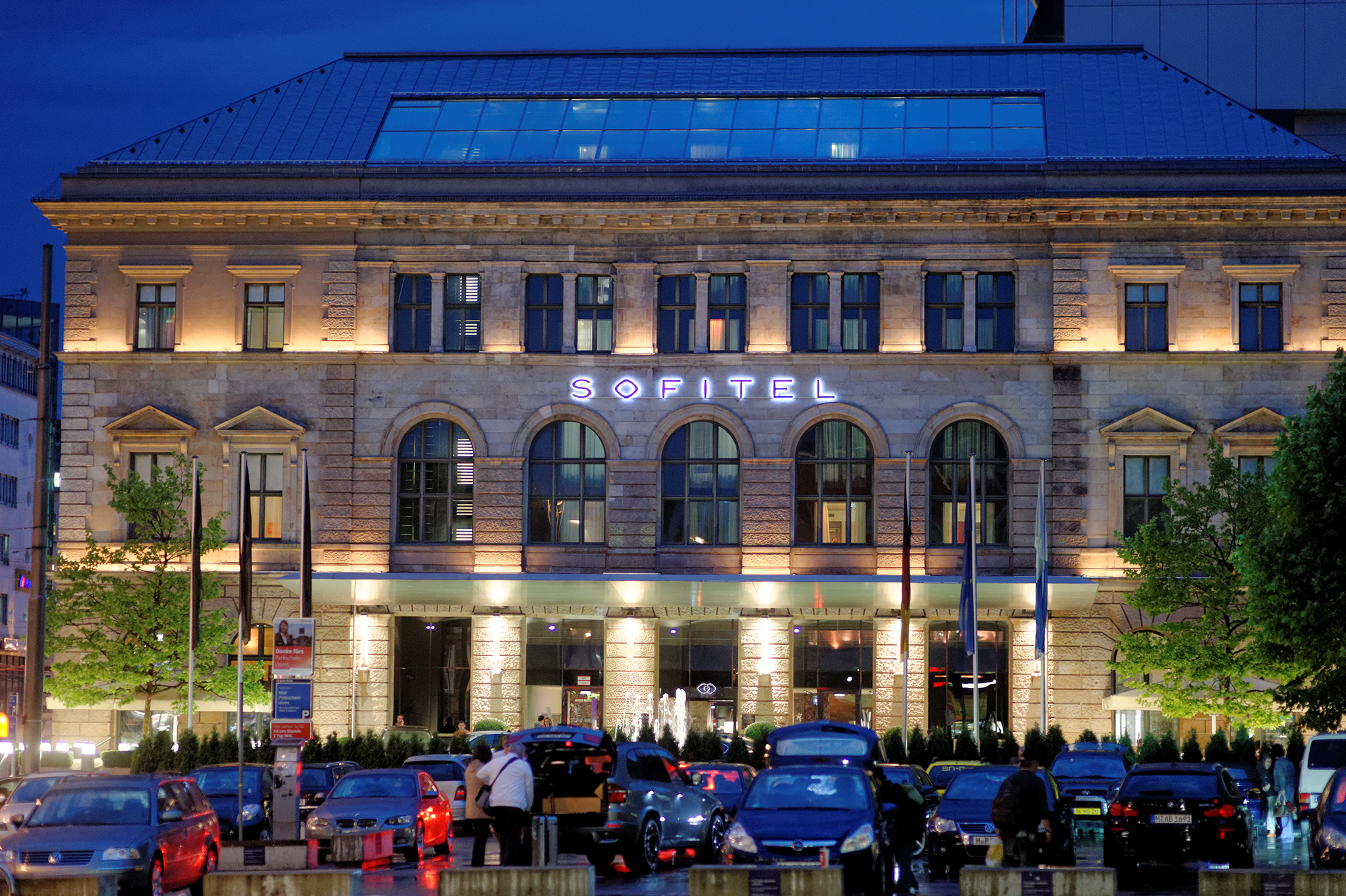
L'ancienne Bayerpost de nuit
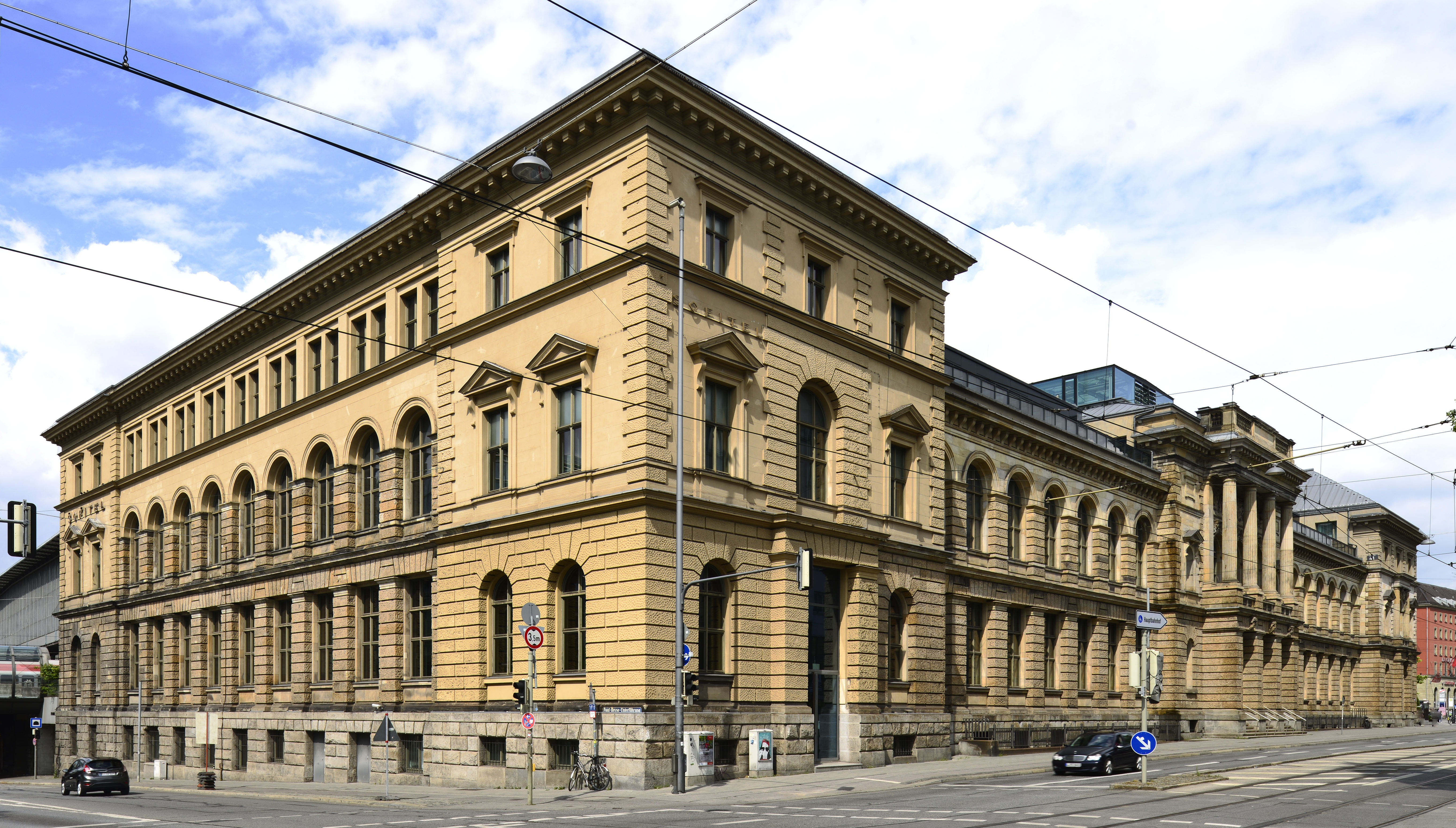
Vue de la façade
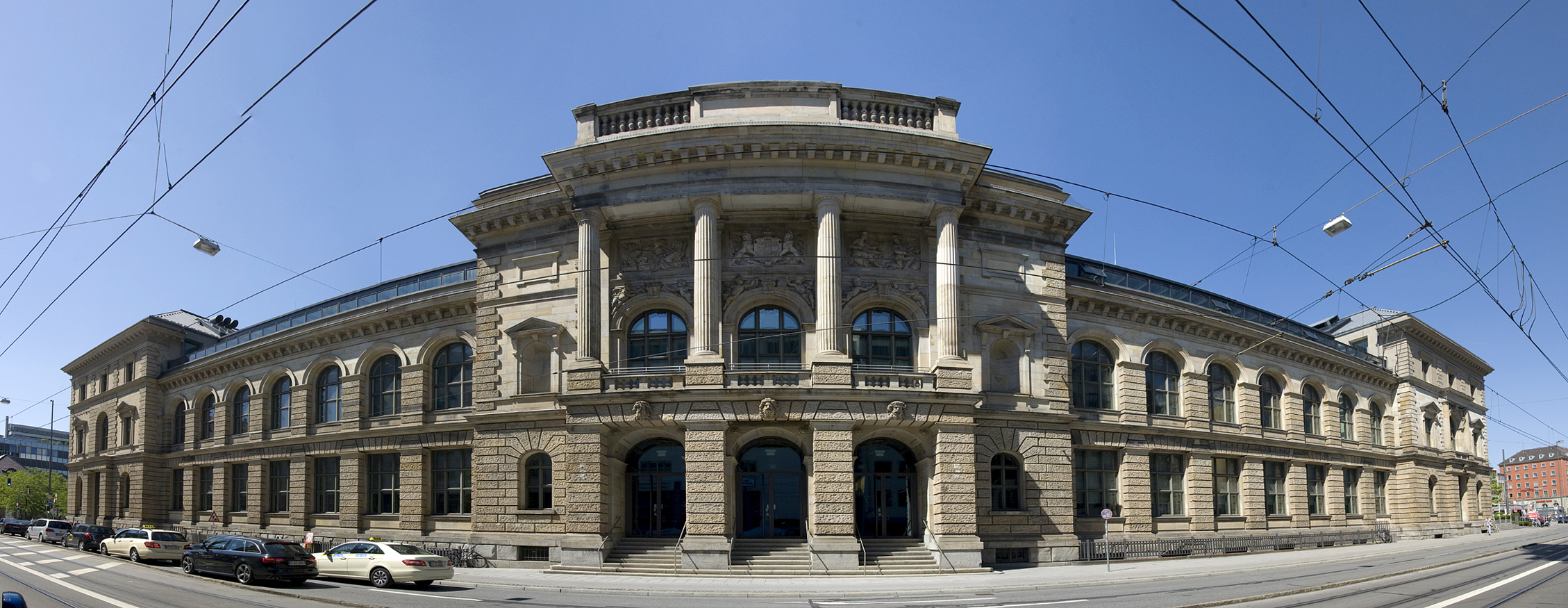
Vue panoramique
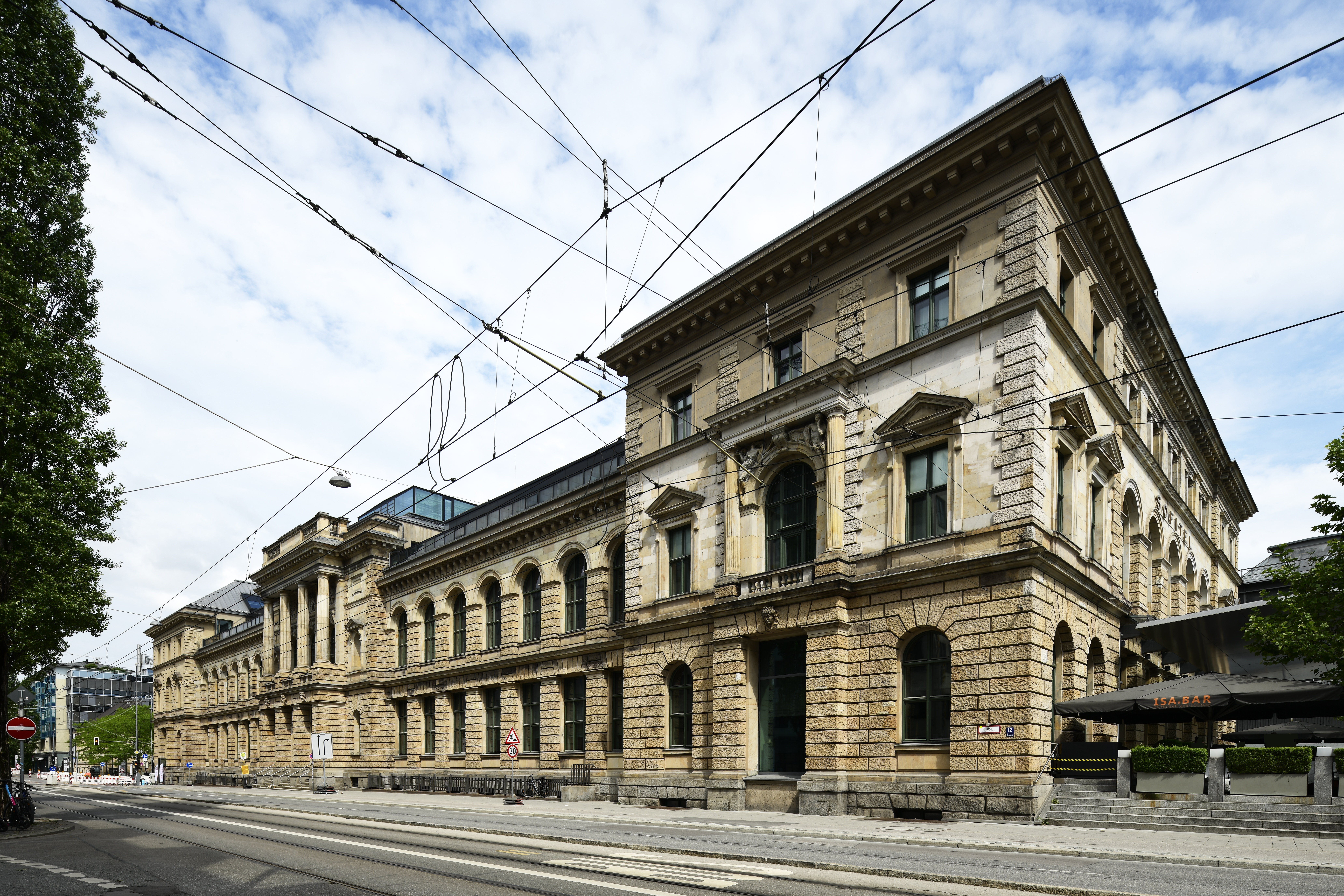
Façade principale